# Krottendorf-Gaisfeld
Krottendorf-Gaisfeld är en kommun i  distriktet Voitsberg i förbundslandet Steiermark i Österrike. Huvudort är Krottendorf bei Ligist.
Kommunen består av fem orter (Ortschaften) (inom parentes invånarantal 1 januari 2024):
- Gasselberg (243)
- Gaisfeld (199)
- Kleingaisfeld (816)
- Krottendorf bei Ligist (1 175)
- Muggauberg (15)